# Зверинец (река)
Зверинец — река в России, протекает по территории Усинского городского округа Республики Коми. Устье реки находится в 8 км по левому берегу протоки Зверинец-Шар. Длина реки составляет 48 км.
Река начинается в елово-берёзовом лесу, течёт в общем западном направлении по южной окраине болота Лодманюр. Основной приток — река Шеръёль, впадает слева.

## Данные водного реестра
По данным государственного водного реестра России относится к Двинско-Печорскому бассейновому округу, водохозяйственный участок реки — Печора от впадения реки Уса до водомерного поста Усть-Цильма, речной подбассейн реки — бассейны притоков Печоры ниже впадения Усы. Речной бассейн реки — Печора.
Код объекта в государственном водном реестре — 03050300112103000074628.